# دی‌ال‌اف

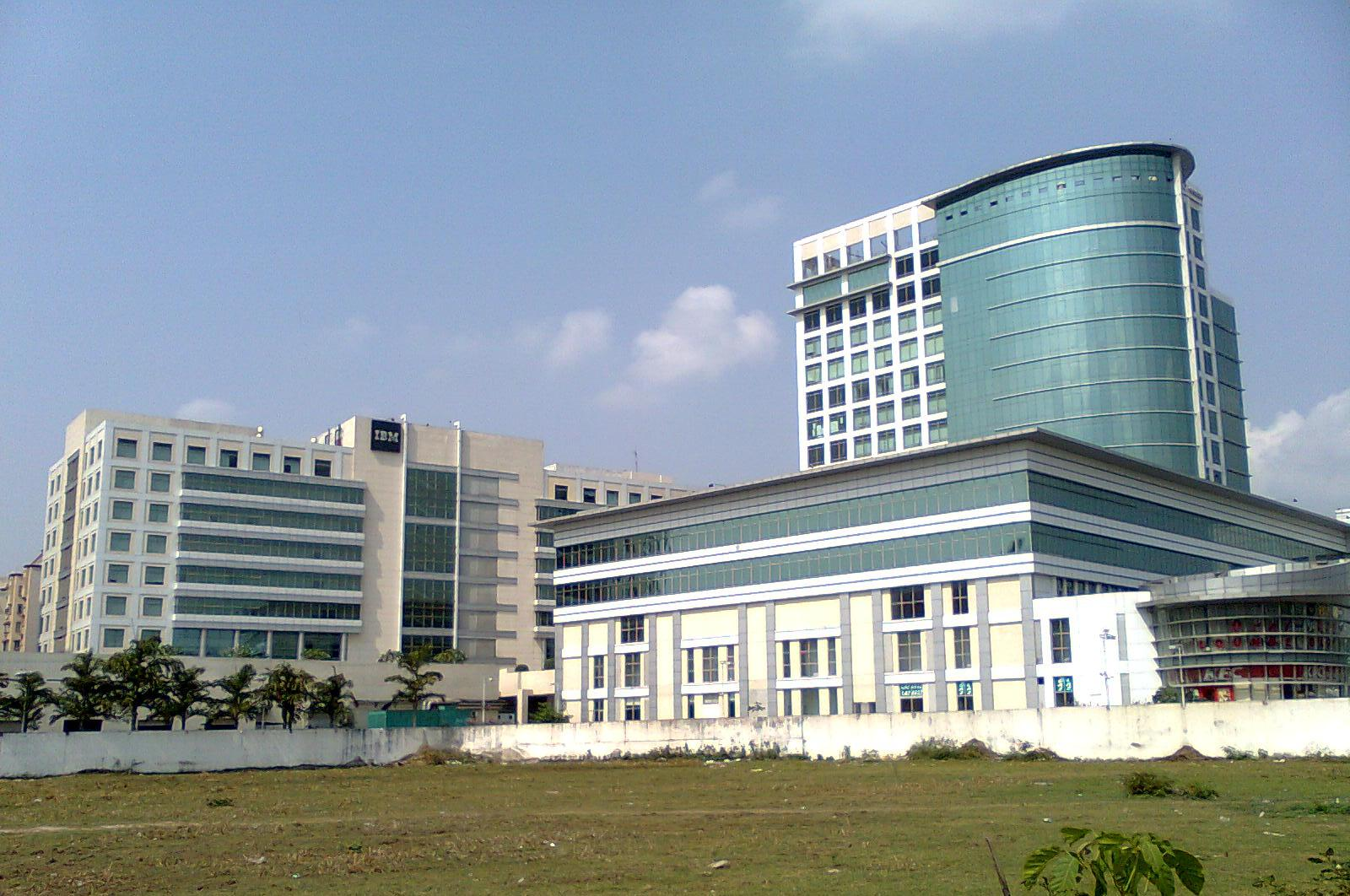
پارک فناوری دی‌ال‌اف-آی‌بی‌ام، در کلکته

دی‌ال‌اف (به انگلیسی: DLF Limited) مختصر شده دهلی لند فایننس بوده؛ بزرگترین شرکت املاک و مستغلات هندی است، که دفتر مرکزی آن در شهر دهلی نو، هند قرار دارد.
شرکت دی‌ال‌اف در سال ۱۹۴۶ توسط کاشال پال سینگ تأسیس شد و امروزه دارای تخصص در ساخت انواع ساختمان‌های اداری، مراکز خرید، آپارتمان‌ها، هتل‌ها و زیرساخت‌های شهری و صنعتی می‌باشد. 
بخشی از سهام این شرکت در بازار بورس اوراق بهادار بمبئی و بورس اوراق بهادار ملی هند معامله می‌شود. از پروژه‌های انجام شده توسط شرکت دی‌ال‌اف می‌توان به: فرودگاه بین‌المللی دبی، هتل‌های هیلتون و فرودگاه بین‌المللی ایندیرا گاندی اشاره نمود.